# Bruno Saltor
Bruno Saltor Grau eller bare Bruno (født 1. oktober 1980 i El Masnou, Spanien) var en tidligere spansk fodboldspiller. I øjeblikket er han midlertidig cheftræner for Chelsea, efter fyringen af Graham Potter. Han spillede som højre back hos Brighton & Hove Albion, som han spillede for fra 2012 til 2019. Tidligere har han spillet for Espanyol, Lleida og Almería, samt på lejebasis for Gimnàstic.